# Aztecacris variabilis
Aztecacris variabilis är en insektsart som först beskrevs av Rehn, J.A.G. 1904.  Aztecacris variabilis ingår i släktet Aztecacris och familjen gräshoppor. Inga underarter finns listade i Catalogue of Life.